# Музична школа Миколи Тутковського
Музична школа М. Тутковського — київська приватна музична школа, відкрита у 1893 році композитором Миколою Тутковським. Діяла до 1931 року.

## Загальні відомості
В школі М. Тутковського викладався найбільш повний серед усіх шкіл Києва курс музичних дисциплін.
В той час, коли такі популярні школи як Музично-драматична школа С. Блуменфельда практично орієнтувались на програму музичних училищ, заклад М. А. Тутковського у своїй діяльності наблизився до рівня вимог консерваторії. У цьому була велика заслуга висококваліфікованого колективу викладачів, серед яких були найкращі на той час педагоги та музиканти Києва. За час свого існування школа Миколи Тутковського виховала низку відомих музикантів, серед яких піаністи С. Г. Румшинський, О. О. Каневцев, співаки Н. В. Птицин, М. І. Донець, С. І. Друзякіна, М. А. Янса, М. І. Закревська, М. Я. Будневич, Є. Г. Азерська, Л. М. Ревуцький.
Клас фортепіано вели М. А. Тутковський (він же і клас теорії) і його майбутня дружина Л. С. Паращенко. 1898—1904 в школі Тутковського викладав видатний композитор Микола Віталійович Лисенко. Серед викладачів також були чеські віолончелісти Я. Шебелик і М. Шквор, скрипаль О. А. Колаковський, співак М. В. Бочаров. В радянські часи в школі викладали проф. B. В. Пухальський, С. І. Короткевич. Клас співу вели О. О. Сантагано-Горчакова, М. М. Нолле, Є. К. Ряднов, проф. Г. П. Гандольфі та ін. Клас скрипки вели В. С. Коханський, проф. Д. Бертьє.
Музична школа М. Тутковського не обмежувалася тільки навчальним процесом, а й вела активну концертно-виконавську діяльність силами викладачів та учнів. З її стін вийшли такі відомі майстри-виконавці, як Д. Бертьє, К. Регаме, А. Жорніков, М. Мєстєчкін, Л. Улуханова, В. Горовиць. З 1908 до 1912 в школі М. Тутковського і одночасно в Київському музичному училищі навчалась співу М. І. Литвиненко-Вольгемут (клас вокалу М. Алексєєвої-Юневич).
Школа проіснувала до 1931 року.

## Адреса школи
До 1903 школа працювала на Хрещатику в будинку № 58 (нині № 52), до 1905 — на вул. Хрещатик № 3 (будинок не зберігся), до 1912 і в 1920—1931 — на вулиці Олександрівській № 47 (нині вул. П. Сагайдачного), до 1918 — на вул. Прорізній, 18 (будинок не зберігся).